# 꼬마 천재 테이트
《꼬마 천재 테이트》(영어: Little Man Tate)는 미국에서 제작된 1991년 드라마 영화이다. 조디 포스터의 감독 데뷔작이며, 포스터는 주연으로도 출연하였다. 그 외에 다이앤 위스트, 애덤 핸버드, 해리 코닉 주니어 등이 출연하였고, 스콧 루딘 등이 제작에 참여하였다. 이 영화는 1991년 10월 18일 미국에서 오리온 픽처스에 의해 극장에 개봉되었다.

## 출연
- 조디 포스터
- 다이앤 위스트
- 애덤 핸버드
- 해리 코닉 주니어
- 데이비드 하이드 피어스
- 데비 메이자
- 조시 모스텔
- 실리아 웨스턴
- 더니트라 밴스
- 밥 밸러밴

## 기타 제작진
- 미술: 존 허트먼
- 의상: 수전 라이올